# Ульрих (герцог Вюртемберга)
Ульрих Вюртембергский (нем. Ulrich von Württemberg; 8 февраля 1487 — 6 ноября 1550) — третий герцог Вюртемберга, сын слабоумного Генриха; получил в 1498 году вюртембергское герцогство, отнятое у дяди Эбергарда II. По причине малолетства Ульриха герцогством управляло регентство.

## Долги
Умный, сильный, ловкий, страстный охотник, Ульрих получил очень плохое воспитание, был груб, упрям, мстителен, любил попойки и тратил деньги. В 1503 году Ульриха объявили совершеннолетним, но его мало интересовали государственные дела; он разорил страну и наделал долгов.
Император Максимилиан I обручил Ульриха со своей племянницей Сабиной Баварской, а в 1511 году состоялся их брак, против желания Ульриха, так как он любил принцессу Елизавету Бранденбург-Ансбахскую. 
В ходе войны Камбрейской лиги вёл осаду Дижона.
Не желая отказывать себе в удовольствиях, он задумал увеличить свои доходы новыми податями, которые ввёл без согласия сейма в 1514 году. Вследствие этого начались крестьянские восстания. Ульрих должен был уступить и заключить так называемый «тюбингенский договор», подписанный на сейме в Тюбингене. Уплату долгов Ульриха взял на себя сейм, но взамен он обязался никого не наказывать без суда, не устанавливать налогов и не объявлять войны без согласия сейма.
Ульрих рассорился и с Максимилианом, не только отказавшись подписать акт о сохранении швабского союза, но, образовав союз, враждебный швабскому.

## Осуждение
В 1515 году Ульрих убил из ревности своего друга, шталмейстера Ганса фон Гуттена, жену которого любил. Это убийство настроило против него дворянство и императора. Знаменитый Ульрих фон Гуттен стал во главе возмущённого дворянства, написал элегию на кончину своего родственника и выпустил свои речи против Ульриха, которого называл «позорным пятном на имени швабов», «чудовищем» и пр. 18 рыцарей отказались служить Ульриху. Жена Ульриха бросила его и бежала в Мюнхен. По приказу императора в Аугсбурге собрали судебную комиссию для разбора дела Ульриха. В сентябре 1516 года комиссия вызвала герцога «для мирного допроса и соглашения», но Ульрих в Аугсбург не поехал, объявив, что не подчинится её решению сложить с себя власть на 6 лет и не покинет герцогства. Император объявил его мятежником и освободил подданных Ульриха от данной ему присяги (11 октября 1516 года). Соглашение, однако, состоялось, и Ульрих остался в герцогстве; но его месть за аугсбургский процесс и речи Гуттена окончательно вооружили всех против Ульриха. В июле 1518 года Максимилиан объявил его низложенным.

## Война с швабским союзом
Смерть императора спасла Ульриха. Узнав, что два ремесленника из Рейтлингена убили его дворцового смотрителя, он осадил Рейтлинген, в восемь дней завоевал его и переименовал из имперского города в вюртембергский. Тогда швабский союз объявил Ульриху войну, поручив начальство над войском герцогу Вильгельму. К своей 10-тысячной армии Ульрих присоединил 16 000 швейцарцев и надеялся на помощь Франции; но швейцарский союз отозвал своих волонтёров, Франции невыгодно было идти против Германии, и войска швабского союза быстро овладели герцогством Вюртембергским. Ульрих бежал в Рейнский Пфальц, потом сделал попытку сразиться с врагами, но был несколько раз разбит и скрылся в Швейцарии. Герцогством распоряжался швабский союз.

## Возвращение владений
В 1527 году Ульрих переехал в Марбург, по приглашению Филиппа Гессенского, и здесь принял протестантство. Между тем, швабский союз распался, так как договор о его учреждении не был возобновлён по истечении срока (2 февраля 1534 года). Филипп Гессенский стал хлопотать о возвращении Ульриху его владений. Благодаря помощи Франции и Англии Филипп и Ульрих собрали большое войско и в апреле 1534 года выступили из Касселя. Ульрих объявил, что идёт утверждать реформацию в Вюртемберге, и обещал восстановить права вюртембергского сейма. Население радостно встречало его. После победы у селения Лауфена Ульрих пошёл на Штутгарт, и в июне всё герцогство было в его власти. Вюртемберг вернулся Ульриху, который признал его леном Австрии.
Примкнув к Шмалькальденскому союзу, Ульрих до конца жизни был энергичным поборником протестантизма.
Погребён в тюбингенской коллегиальной церкви.